# Tongwier
Tongwier (Hypoglossum hypoglossoides) is een roodwier uit de familie Delesseriaceae. De wetenschappelijke naam van de soort werd voor het eerst in 1801 geldig gepubliceerd door Stackhouse als Fucus hypoglossoides.

## Beschrijving
Tongwier heeft een vliezig, bladachtig structuur die 5 tot 10 cm hoog wordt. Het is roze tot bruinrood van kleur. De thallus (plantvorm) bestaat uit een ronde steel met daaraan lancetvormige bladeren. Deze primaire bladeren zijn smal (1-8 mm breed) en hebben een opvallende middennerf, die duidelijk zichtbaar is, met aan beide zijden talrijke enkelvoudige of gepaarde zijbladeren die kleiner worden naar de basis van plant toe.

## Verspreiding
Tongwier komt voor aan de oostzijde van de Atlantische Oceaan waarbij de noordgrens van het verspreidingsgebied in de zuidelijke Noordzee ligt. Deze soort komt niet alleen wijdverspreid voor aan de kusten van de Britse Eilanden, Frankrijk, Spanje, de Azoren en de Canarische Eilanden, maar ook in de gehele Middellandse Zee. In Nederland komt deze soort niet alleen plaatselijk voor in de Oosterschelde, maar wordt ook bij de Waddeneilanden waargenomen.
Deze soort groeit op harde ondergronden, zoals stenen, mearl en korstachtige koraal en op zeewier, met name op Laminaria hyperborea. In diepere gemeenschappen van wieren kan het overheersende soort worden.